# スレブレニツァ虐殺記念碑

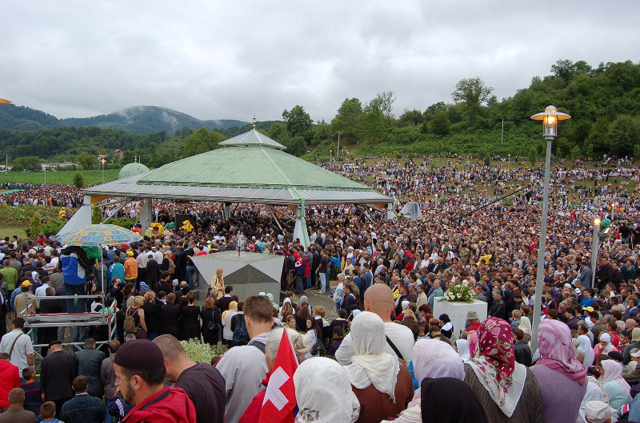
2007年7月11日（スレブレニツァの虐殺の記念日）。この年にも新たに465人が埋葬された。

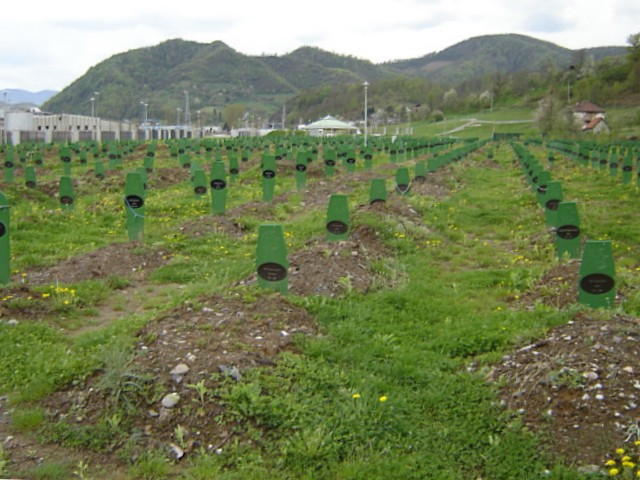
立ち並ぶ犠牲者の墓。

スレブレニツァ虐殺記念碑（スレブレニツァぎゃくさつきねんひ、ボスニア語:Memorijalni centar Srebrenica）は、ボスニア・ヘルツェゴビナ紛争中の1995年、スレブレニツァで起こった大量殺害事件であるスレブレニツァの虐殺で殺害された被害者を埋葬し、事件を記憶するために建てられた施設である。
記念碑はスルプスカ共和国スレブレニツァ基礎自治体のポトチャリ地区にある。敷地は道路を挟んで西側にある墓地と、東側にあるオランダの国際連合保護軍基地として用いられていた古い電池工場および事務所跡地で構成されている。

## 歴史
2000年10月25日にボスニア・ヘルツェゴビナ上級代表のヴォルフガング・ペトリシュにより設立が決定された。2001年5月10日に上級代表決定第102/01号により、記念碑と墓地の建設維持を担うスレブレニツァ・ポトチャリ記念墓地財団が設立された。
正式な除幕式は2003年9月20日に行われ、アメリカ合衆国元大統領のビル・クリントンが立ち会った。建設費用は6百万ドルであり、うち1百万ドルをアメリカ合衆国が負担した。
スレブレニツァの虐殺の被害者は、集団埋設地などから発掘されると、DNA鑑定によって遺体の身元特定が行われる。埋葬に十分な量の遺体の各部分が集まると、毎年7月11日にこの地で埋葬が行われる。ボスニア・ヘルツェゴビナの連邦行方不明者委員会による、スレブレニツァで殺害されるか行方の分からない人物の一覧には、8,373人の名前が掲載されている。2008年12月までの段階で、およそ5800人の遺体がDNA調査によって身元特定され、3,215人が埋葬された
。